# Heinrich Albert
Heinrich Albert (Bad Lobenstein, 8 luglio 1604 – Königsberg, 6 ottobre 1651) è stato un compositore e poeta tedesco.

## Biografia
Fu uno dei primi compositori di Lieder, anticipando personalità come Franz Schubert.
Le sue più importanti composizioni furono forse le 170 canzoni, o lieder, pubblicate nel suo Arien  raccolto in otto volumi. Esse divennero molto popolari in Germania, tant'è che almeno 25 di esse divennero canti corali.
Nel 1635 va in scena a Kaliningrad la sua opera Cleomedes con il libretto di Simon Dach e nel 1644 Prussiarchus, oder Sorbuisa all'Università di Königsberg.